# 'Ain

'Ain in geïsoleerde vorm

'Ain, ain, 'ayn of ayn, عين, is de 18e letter van het Arabisch alfabet. Hij stamt af van de letter ajin uit het Fenicisch alfabet en is daardoor verwant met de Latijnse O, de Griekse omikron en de Hebreeuwse ajin. Aan de 'ain kent men de getalswaarde 70 toe. 'Ain is een van de meest voorkomende letters in het Arabisch en voor westerlingen een van de letters die het moeilijkst uit te spreken zijn.

## Klank

### Arabisch
De 'ain heeft geen equivalent in het Nederlands. Het is een stemhebbende faryngale fricatief. De uitspraak van 'ain leidt tot een sterk aanspannen en tegen elkaar drukken van de spieren van de slokdarm. De 'ain is de stemhebbende pendant van de letter ḥa en onderscheidt zich duidelijk van de glottisslag hamza.
'Ain is qua uitspraak een van de lastigste letters voor westerlingen. Men kan de 'ain samen met de ha en dad gebruiken om origineel Arabisch-sprekenden te onderscheiden van anderen, inclusief sprekers van andere Semitische talen.
De uitspraak van de naam van de letter benadert die van het Duitse 'ein' voorafgegaan door de 'ain-klank.

### Perzisch
Anders dan in het Arabisch hebben 'ain en hamza in het Perzisch dezelfde klank, namelijk de glottisslag.

## Transliteratie
In transliteratie geeft men de 'ain dikwijls aan met een afkappingsteken. Een voorbeeld is de naam van de letter zelf: 'ain. Dikwijls representeert men de letter in transliteratie geheel niet: ain. In Arabische chat- en SMS-conversatie is de representatie vaak een 3, voorbeeld: 3ain.

## 'Ain in Unicode
| Unicode Codepoint | U+0639            |
| Unicode-Name      | ARABIC LETTER AIN |
| HTML              | &#1593;           |
| ISO 8859-6        | 0xd9              |

Basisalfabet: ا (alif) · 
ب (ba) · 
ت (ta) · 
ث (tha) · 
ج (jim) ·
ح (ḥa) ·
خ (kha) ·
د (dal) ·
ذ (dhal) ·
ر (ra) ·
ز (zai) ·
س (sin) ·
ش (sjin) ·
ص (ṣad) ·
ض (ḍad) ·
ط (ṭah) ·
ظ (ẓa) ·
ع (ain) ·
غ (gain) ·
ف (fa) ·
ق (qaf) ·
ك (kaf) ·
ل (lam) ·
م (mim) ·
ن (nun) ·
ه (ha) ·
و (waw) ·
ي (ya)
Aanvullende tekens: ء (hamza) ·
آ (alif madda) ·
ة (tāʾ marbūṭa) ·
ى (alif maqṣūra) ·
لا (lām-alif)
Klinkertekens: fatḥa ·
kasra ·
ḍamma ·
shadda ·
sukūn ·
waṣla